# Rapatea ulei
Rapatea ulei är en gräsväxtart som beskrevs av Pilg.. Rapatea ulei ingår i släktet Rapatea och familjen Rapateaceae. Inga underarter finns listade i Catalogue of Life.